# Harbor Beach
Harbor Beach é uma cidade localizada no estado americano de Michigan, no Condado de Huron.

## Demografia
Segundo o censo americano de 2000, a sua população era de 1837 habitantes.
Em 2006, foi estimada uma população de 1689, um decréscimo de 148 (-8.1%).

## Geografia
De acordo com o United States Census Bureau tem uma área de
4,8 km², dos quais 4,6 km² cobertos por terra e 0,2 km² cobertos por água. Harbor Beach localiza-se a aproximadamente 183 m acima do nível do mar.

## Localidades na vizinhança
O diagrama seguinte representa as localidades num raio de 28 km ao redor de Harbor Beach.